# Entre amigos (álbum de Camilo Sesto)
Entre amigos es el noveno álbum de estudio del cantautor español Camilo Sesto. Fue realizado y producido por él mismo, y publicado por Ariola Records el 1 de noviembre de 1977. 
En esta producción, Camilo Sesto interpreta algunas canciones escritas por Juan Carlos Calderón y Albert Hammond. Este el primer trabajo en el que la mayoría de canciones, no son de su autoría.

## Clasificación
| País   | clasificación |
| ------ | ------------- |
| España | 5             |

## Listado de canciones
Todas las canciones compuestas por Camilo Blanes, excepto donde se indica.
Cara A
1. "Entre amigos" - 3:50
2. "Vístete de blanco" (Juan Carlos Calderón) - 4:05
3. "Porqué te quiero" (Albert Hammond) - 3:42
4. "Y..No" (Honorio Herrero/Luis G. Escolar/Julio Seijas) - 6:00

Cara B
1. "Celos" (Juan Carlos Calderón) - 4:16
2. "Miénteme..." 1997 (Camilo Blanes) - 2:43
3. "Y tu querías..." (Johnny Galvao/Adaptación: Luisa López) - 5:01
4. "Perdona, perdona" (Juan Carlos Calderón) - 4:00
5. "Criatura mía" - 3:30

## Personal
- Alejandro Monroy - Arreglos en pistas 1, 3 y 9.
- Juan Carlos Calderón - Arreglos en pistas 2, 5 y 8.
- Rafael Pérez Botija - Arreglos en pistas 4 y 6.
- Johnny Galvao - Arreglos en pista 7.
- Camilo Sesto - Producción